# Odmiedzacz
Odmiedzacz – dodatkowy element ładunku miotającego.
Występuje w postaci kawałka drutu lub taśmy cynowej, ołowianej lub ze stopu ołowiu z cyną, albo ołowiu z cynkiem. Jego zadaniem jest ułatwienie usunięcia śladów miedzi z przewodu lufy pozostawionych przez pierścienie wiodące, dlatego wkładany jest do łuski naboju artyleryjskiego. Z miedzią tworzy niskotopliwy stop i dlatego jest łatwy do usunięcia przez strumień gazów prochowych. Jego masa stanowi 1% masy ładunku miotającego.